# 台湾狗娃花
台湾狗娃花（学名：Aster oldhamii），又名臺北狗娃花，是臺灣北部特有的菊科紫菀属植物，種小名取自模式標本採集者 Richard Oldham 之姓。

## 扩展阅读
- 維基物種上的相關：台湾狗娃花

1. ↑  Hemsley, W. B. . The Journal of the Linnean Society. Botany. 1888, 23: 401–521  [2022-07-28]. （原始内容存档于2022-07-28）.